# Natação artística no Campeonato Mundial de Esportes Aquáticos de 2019 - Rotina livre solo
A prova da rotina livre solo é um dos eventos da natação artística do Campeonato Mundial de Esportes Aquáticos de 2019 que foi realizada entre os dias 15 de julho e 17 de julho, em Gwangju, na Coreia do Sul. 

## Calendário
Horário local (UTC+9). 
| Fase          | Data        | Hora  |
| ------------- | ----------- | ----- |
| Eliminatórias | 15 de julho | 11:00 |
| Final         | 17 de julho | 19:00 |

## Medalhistas
| Ouro                     | Prata               | Bronze            |
| Svetlana Romashina (RUS) | Ona Carbonell (ESP) | Yukiko Inui (JPN) |

## Resultados
| Pos.              | Nadadora                  | Nacionalidade  | Eliminatória | Eliminatória | Final         | Final         |
| Pos.              | Nadadora                  | Nacionalidade  | Pontos       | Pos.         | Pontos        | Pos.          |
| ----------------- | ------------------------- | -------------- | ------------ | ------------ | ------------- | ------------- |
| Medalha de ouro   | Svetlana Romashina        | Rússia         | 96.4667      | 1            | 97.1333       | 1             |
| Medalha de prata  | Ona Carbonell             | Espanha        | 93.8333      | 2            | 94.5667       | 2             |
| Medalha de bronze | Yukiko Inui               | Japão          | 92.5667      | 3            | 93.2000       | 3             |
| 4                 | Marta Fiedina             | Ucrânia        | 92.0667      | 4            | 92.5667       | 4             |
| 5                 | Jacqueline Simoneau       | Canadá         | 90.4333      | 5            | 90.7000       | 5             |
| 6                 | Linda Cerruti             | Itália         | 90.2333      | 6            | 90.4667       | 6             |
| 7                 | Evangelia Platanioti      | Grécia         | 88.4333      | 7            | 88.6667       | 7             |
| 8                 | Vasiliki Alexandri        | Áustria        | 86.7333      | 8            | 87.1667       | 8             |
| 9                 | Eve Planeix               | França         | 86.4667      | 9            | 86.6667       | 9             |
| 10                | Vasilina Khandoshka       | Bielorrússia   | 84.7000      | 10           | 85.0667       | 10            |
| 11                | Kate Shortman             | Reino Unido    | 84.6000      | 11           | 84.7667       | 11            |
| 12                | Anita Alvarez             | Estados Unidos | 84.4667      | 12           | 84.7333       | 12            |
| 13                | Lara Mechnig              | Liechtenstein  | 82.4000      | 13           | Não avançaram | Não avançaram |
| 14                | Vivienne Koch             | Suíça          | 82.1333      | 14           | Não avançaram | Não avançaram |
| 15                | Marlene Bojer             | Alemanha       | 79.7000      | 15           | Não avançaram | Não avançaram |
| 16                | Lee Ri-young              | Coreia do Sul  | 78.8000      | 16           | Não avançaram | Não avançaram |
| 17                | Alžběta Dufková           | Chéquia        | 78.4333      | 17           | Não avançaram | Não avançaram |
| 18                | Mónica Arango             | Colômbia       | 78.4000      | 18           | Não avançaram | Não avançaram |
| 19                | Nada Daabousová           | Eslováquia     | 78.1667      | 19           | Não avançaram | Não avançaram |
| 20                | Khonzodakhon Toshkhujaeva | Uzbequistão    | 76.8333      | 20           | Não avançaram | Não avançaram |
| 21                | Jasmine Verbena           | San Marino     | 76.2333      | 21           | Não avançaram | Não avançaram |
| 22                | Aleksandra Atanasova      | Bulgária       | 76.1333      | 22           | Não avançaram | Não avançaram |
| 23                | Nevena Dimitrijević       | Sérvia         | 75.4000      | 23           | Não avançaram | Não avançaram |
| 24                | Kyra Hoevertsz            | Aruba          | 74.6667      | 24           | Não avançaram | Não avançaram |
| 25                | Camila Arregui            | Argentina      | 74.6333      | 25           | Não avançaram | Não avançaram |
| 26                | Defne Bakırcı             | Turquia        | 74.5000      | 26           | Não avançaram | Não avançaram |
| 27                | Natalija Ambrazaitė       | Lituânia       | 73.8000      | 27           | Não avançaram | Não avançaram |
| 28                | Aleksandra Filipiuk       | Polónia        | 73.6333      | 28           | Não avançaram | Não avançaram |
| 29                | Gabriela Alpajón          | Cuba           | 70.5667      | 29           | Não avançaram | Não avançaram |
| 30                | Eva Morris                | Nova Zelândia  | 69.5667      | 30           | Não avançaram | Não avançaram |
| 31                | Valeria Lizano            | Costa Rica     | 67.1333      | 31           | Não avançaram | Não avançaram |
| 32                | Zheng Zexuan              | Macau          | 66.8000      | 32           | Não avançaram | Não avançaram |